# Милкин, Анатолий Васильевич
Анатолий Васильевич Милкин (16 марта 1930, Семипалатинск, Семипалатинский округ, Казакская АССР, РСФСР, СССР — 30 января 1996, Астана, Казахстан) — советский хозяйственный, государственный и партийный деятель.

## Биография
Родился в 1930 году в Семипалатинске. Член КПСС.
С 1952 года — на хозяйственной, общественной и политической работе. В 1952—1996 гг. — начальник горного участка, заместитель, главный инженер рудника, начальник ПТО, секретарь парткома, заместитель директора, главный инженер Текелийского свинцово-цинкового комбината, первый секретарь Текелийского горкома КПК, зам. зав. отделом тяжёлой промышленности ЦК КПК, второй секретарь Талды-Курганского обкома КПК, председатель Комитета народного контроля Казахской ССР, первый секретарь Восточно-Казахстанского областного комитета КП Казахстана, научный сотрудник Института экономики АН Казахстана.
Избирался депутатом Верховного Совета Казахской ССР X созыва, Верховного Совета СССР XI созыва, народным депутатом СССР.
Умер в Астане в 1996 году.